# Licata
Licata – miejscowość i gmina we Włoszech, w regionie Sycylia, w prowincji Agrigento.
Według danych na styczeń 2010 gminę zamieszkiwało 39 136 osób przy gęstości zaludnienia 218,7 os./1 km².

## Miasta partnerskie
- Cestas
- Reinheim